# Dominik Mikołaj Radziwiłł
Dominik Mikołaj Radziwiłł, (in lituano: Dominykas Mikalojus Radvila) (Njasviž, 1643 – Varsavia, 27 luglio 1697), è stato un nobile e politico polacco.

## Biografia
Era il figlio di Aleksander Ludwik Radziwiłł, e della sua terza moglie, l'aristocratica Lucrezia Maria Strozzi.
Dopo aver completato gli studi in Italia, Radziwiłł prese parte alla battaglia vicino a Chocim nel 1673 e nella guerra austro-turca del 1683.
Fu un membro della Sejm nel 1669 (partecipò all'elezione di Michele Korybut al trono di Polonia), nel 1674 sostenendo l'elezione di Giovanni III Sobieski, e ancora nel 1676 e nel 1681.
Nel 1690 dopo la morte di un suo parente senza figli, il principe Stanisław Casimir Radziwiłł, Radziwiłł ereditò Kleck e il titolo di grande cancelliere di Lituania. Fu anche Starosta di Lida, Radom, Pińsk, Tuchola e Gniew.

## Matrimoni

### Primo Matrimonio
Sposò Anna Marianna Połubienska. Ebbero otto figli:
- Lukrecja Katarzyna Radziwiłł (?–1716), sposò in prime nozze Nikolai Victorin Grudzinsky e in seconde nozze Frederick Jozef Dengoff;
- Jan Mikołaj Radziwiłł (1681–1729);
- Zofia Radziwiłł;
- Feliks Radziwiłł;
- Michał Antoni Radziwiłł (1687–1721);
- Mikołaj Faustyn Radziwiłł (1688–1746);
- Adelaida Cecylia Teresa Radziwiłł (1690–1725), sposò Wojciech Dombsky, ebbero quattro figli;
- Marianna Radziwiłł.

### Secondo Matrimonio
Sposò Anna Krystyna Lubomirska (?–1701). Non ebbero figli.